# Chassalia catatii
Chassalia catatii är en måreväxtart som beskrevs av Emmanuel Drake del Castillo och Cornelis Eliza Bertus Bremekamp. Chassalia catatii ingår i släktet Chassalia och familjen måreväxter.
Artens utbredningsområde är Madagaskar. Inga underarter finns listade i Catalogue of Life.